# Giovanni Battista Adriani
Giovanni Battista Adriani (Florença, 1511 ou 1513 – Florença, 1579) foi um historiador italiano.
Ele nasceu de uma família nobre de Florença, e foi secretário da República Florentina. Foi um dos defensores da cidade durante o cerco de 1530, mas posteriormente se juntou ao partido Médici e foi nomeado professor de retórica na Universidade.